# Jānis Bordāns

Jānis Bordāns (2019)

Jānis Bordāns (* 21. Juni 1967 in Balvi) ist ein lettischer Politiker der Jaunā konservatīvā partija/Konservatīvie, deren Vorsitzender er ist. Von 2012 bis 2014 und 2019 bis 2022 war er Justizminister seines Landes.

## Leben
Bordāns wurde 1967 im Nordosten der damaligen Lettischen SSR geboren. Nach seinem Schulabschluss in Riga 1985 studierte er Rechtswissenschaften an der Universität Lettlands und wurde danach als Rechtsanwalt in Lettland tätig. Nach der Wiedererlangung der staatlichen Unabhängigkeit arbeitete er beim Aufbau des eigenständigen lettischen Rechtssystems mit und wurde im Staatsdienst tätig.
Bordāns ist verheiratet und hat drei Söhne.

### Politische Karriere
Als Mitglied der liberalen Partei Latvijas Ceļš („Lettischer Weg“) kandidierte er bei der Parlamentswahl 1993, verpasste aber zunächst den Einzug in die Saeima. Als Nachrücker für seinen zum Bildungsminister ernannten Parteikollegen Jānis Vaivads war er zwischen 1994 und 1995 Abgeordneter. Später trat er zur konservativen Pilsoniskā savienība („Bürgerunion“) über und kandidierte bei der Parlamentswahl 2010 – erfolglos – auf der Liste Vienotība („Einigkeit“). Anschließend war er als Mitarbeiter von Ministerpräsident Valdis Dombrovskis und im lettischen Justizministerium tätig. 
Als Nachfolger von Gaidis Bērziņš wurde er am 5. Juli 2012 zum Justizminister von Lettland im Kabinett Dombrovskis III berufen. In diesem Zusammenhang trat er 2012 der Nacionālā apvienība „Visu Latvijai!“ – „Tēvzemei un Brīvībai/LNNK“ bei, die ihn nominiert hatte. Bereits im November 2013 wurde er allerdings wieder vom Amt abberufen und aus der Partei ausgeschlossen.
Seit 2014 ist er Parteimitglied der Jaunā konservatīvā partija (JKP). Für diese trat er bei der Parlamentswahl 2018 als Vorsitzender und Spitzenkandidat an. Die JKP wurde bei diesen Wahlen mit 13,6 % der Stimmen drittstärkste Kraft und Bordāns gelang als einem von 16 Abgeordneten der Einzug in die Saeima. Im Mitte-rechts-Kabinett Krišjānis Kariņšs wurde er im Januar 2019 erneut zum Justizminister ernannt.